# 北达科他大学
北达科他大学（University of North Dakota；缩写：UND）是位于美国北达科他州大福克斯的一所公立研究型大学。它创立于1883年，比北达科他州的建立还早六年，为该州最古老的高等教育机构，和北达科他州立大学是州內仅有的兩所研究型大學，同属北达科他大学系统。

## 历史

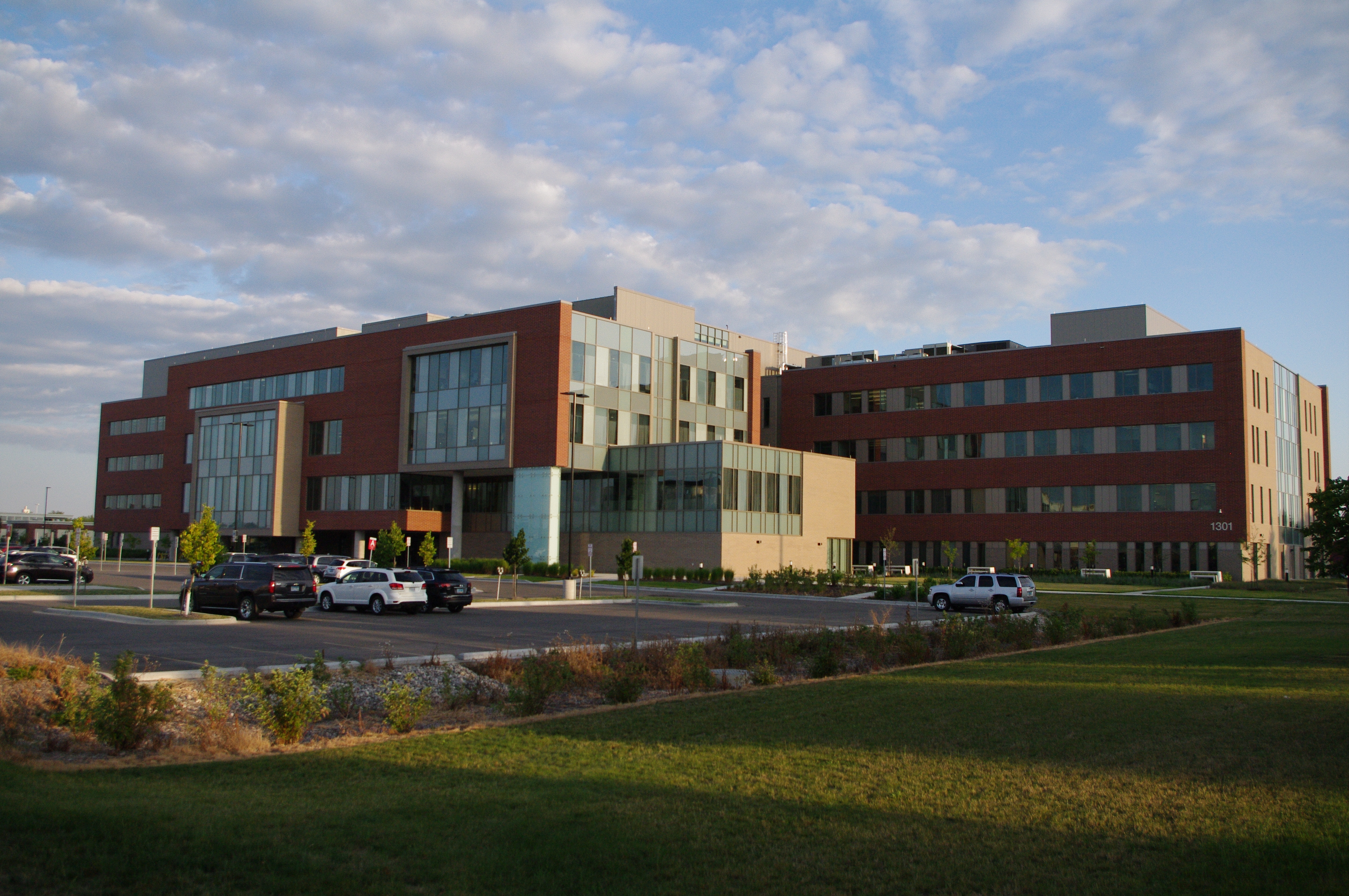
医学院

该大学创立于1883年，比北达科他州的建立还早六年，次年9月8日开课，早年只是一所小型学校，校区位于市郊。
一战时一度停课，二战过后学校才开始逐步扩大。1997年红河水灾导致学校再度停课。

## 学术
该大学有超过200个學士到博士的不同学位，也提供少数线上课程。